# Lista de países por ponto mais a sul
A lista seguinte contém os 193 países cuja independência é geralmente reconhecida. Também inclui o Kosovo e Taiwan, regiões funcionalmente independentes, mas cuja independência não é consensual, bem como a Palestina e o Saara Ocidental. Qualquer área de desacordo entre os países também é mostrada. Para a classificação, apenas os 193 países listados são tidos em conta.
Só as partes terrestres são tidos em conta. Quaisquer águas interiores, mares territoriais ou zonas económicas exclusivas não são considerados.
Quando os países contiverem territórios com estatuto especial ou muito distantes (territórios ultramarinos, por exemplo), eles surgem no ranking, além do ponto mais setentrional de cada um desses países, não considerando essas áreas.
As reivindicações territoriais sobre a Antártida não são tidas em conta.
| Ordem                   | País ou território              | Local | Coordenadas (latitude)  |
| ----------------------- | ------------------------------- | --- | ----------------------- |
|                         | Antártida                       | Polo Sul | 90°00'S                 |
| Círculo Polar Antártico | Círculo Polar Antártico         | Círculo Polar Antártico | 66°33'39''S             |
| 1                       | Reino Unido                     | Thule do Sul, Ilhas Geórgia do Sul e Sandwich do Sul · Pednathise Head, Ilhas Scilly, United Kingdom · Lizard Point (metrópole)        | 59°42'S 49°52'N 49°57'N |
| 2                       | Chile                           | Ilhéu Águila, Ilhas Diego Ramírez, Magalhães e Antártica Chilena Cabo Froward (metrópole)                                              | 56°32'S 53º53'S         |
| 3                       | Argentina                       | Ilha Grande da Terra do Fogo Monte Dinero (metrópole)                                                                                  | 55°04'S 52º24'S         |
| 4                       | Austrália                       | Ilhéus Bishop e Clerk Cabo Sudeste da Tasmânia                                                                                         | 55°03'S 43º38'S         |
| 5                       | Noruega                         | Ilha Bouvet Pysen, Mandal Llindesnes (continente)                                                                                      | 54°28'S 57º57'N 58º00'N |
| 6                       | Nova Zelândia                   | Ilha Jacquemart Slope Point (ilha Sul)                                                                                                 | 52°37'S 46º40'S         |
| 7                       | França                          | Îles de Boynes, Terras Austrais e Antárticas Francesas · Ilhas Lavezzi (França metropolitana) · Puig de Comanegra (França continental) | 50°01'S 41º20'N 42º20'N |
| 8                       | África do Sul                   | Ilha Marion, Ilhas do Príncipe Eduardo Cabo Agulhas (continental)                                                                      | 46°59'S 34º50'S         |
| 9                       | Uruguai                         | Ilha dos Lobos, uma ilha adjacente à cidade de Punta del Este, Maldonado                                                               | 35°02'S                 |
| 10                      | Brasil                          | Foz do Arroio Chuí, Rio Grande do Sul                                                                                                  | 33°45'S                 |
| 11                      | Lesoto                          | Distrito de Quthing | 30°40'S                 |
| 12                      | Namíbia                         | Perto de Onseepkans | 28°58'S                 |
| 13                      | Paraguai                        | Ilha Yacyretá | 27°43'S                 |
| 14                      | Essuatíni                       | Perto de Lavumisa | 27°19'S                 |
| 15                      | Botswana                        | Bokspits | 26°54'S                 |
| 16                      | Moçambique                      | Kosl | 26°52'S                 |
| 17                      | Madagáscar                      | Cabo Vohimena | 25°37'S                 |
| Trópico de Capricórnio  | Trópico de Capricórnio          | Trópico de Capricórnio | 23°26'21?S              |
| 18                      | Bolívia                         | Fronteira com o Chile, província de Sud Lípez                                                                                          | 22°54'S                 |
| 19                      | Zimbabwe                        | Tríplice fronteira Moçambique-África do Sul/Zimbabwe                                                                                   | 22°25'S                 |
| 20                      | Tonga                           | Perto de Eili, Ilha Ata | 22°21'S                 |
| 21                      | Fiji                            | Recife Ceva-I-Ra | 21°44'S                 |
| 22                      | Ilhas Maurícias                 | Perto de Souillac | 20°32'S                 |
| 23                      | Vanuatu                         | Anatom | 20°15'S                 |
| 24                      | Peru                            | Fronteira com o Chile, província de Tacna                                                                                              | 18°21'S                 |
| 25                      | Zâmbia                          | Fronteira com o Zimbabwe, distrito de Kalomo                                                                                           | 18°05'S                 |
| 26                      | Angola                          | Fronteira com a Namíbia, perto de Dirico, Cuando Cubango                                                                               | 18°02'S                 |
| 27                      | Malawi                          | | 17°07'S                 |
| 28                      | Samoa Americana                 | Atol Rose | 14°34'S                 |
| 29                      | Samoa                           | | 14°04'S                 |
| 30                      | República Democrática do Congo  | Alto Catanga | 13°27'S                 |
| 31                      | Ilhas Salomão                   | | 13º04'S                 |
| 32                      | Comores                         | | 12°25'S                 |
| 33                      | Papua-Nova Guiné                | | 11°46'S                 |
| 34                      | Tanzânia                        | | 11°45'S                 |
| 35                      | Kiribati                        | | 11°26'S                 |
| 36                      | Indonésia                       | Nusa Tenggara Timur | 11°00'S                 |
| 37                      | Tuvalu                          | | 10°48'S                 |
| 38                      | Timor-Leste                     | extremo sul de Oecusse | 09°30'S                 |
| 39                      | Seicheles                       | Coëtivy | 07°13'S                 |
| 40                      | República do Congo              | | 05°02'S                 |
| 41                      | Equador                         | Zamora Chinchipe | 05°00'S                 |
| 42                      | Quênia                          | | 04°43'S                 |
| 43                      | Burundi                         | Colline Chibumba | 04°28'S                 |
| 44                      | Colômbia                        | Quebrada de San Antonio perto de Leticia, Amazonas                                                                                     | 04°14'S                 |
| 45                      | Gabão                           | | 03°59'S                 |
| 46                      | Ruanda                          | | 02°51'S                 |
| 47                      | Somália                         | | 01°40'S                 |
| 48                      | Uganda                          | | 01°29'S                 |
| 49                      | Guiné Equatorial                | San Antonio, Ano Bom | 01°28'S                 |
| 50                      | Maldivas                        | | 00°42'S                 |
| 51                      | Nauru                           | Yaren | 00°33'S                 |
| 52                      | São Tomé e Príncipe             | | 00°01'S                 |
| Linha do Equador        | Linha do Equador                | Linha do Equador | 00°00'00?               |
| 53                      | Venezuela                       | Amazonas | 00°40'N                 |
| 54                      | Malásia                         | Sarawak | 00°51'N                 |
| 55                      | Estados Federados da Micronésia | Kapingamarangi | 01°01'N                 |
| 56                      | Singapura                       | Pulau Satumu | 01°09'N                 |
| 57                      | Guiana                          | | 01°11'N                 |
| 58                      | Camarões                        | | 01°39'N                 |
| 59                      | Suriname                        | Sipaliwini | 01°50'N                 |
| 60                      | República Centro-Africana       | | 02°13'N                 |
| 61                      | Palau                           | | 03°00'N                 |
| 62                      | Etiópia                         | | 03°24'N                 |
| 63                      | Sudão do Sul                    | | 03°29'N                 |
| 64                      | Brunei                          | | 04°00'N                 |
| 65                      | Nigéria                         | | 04°17'N                 |
| 67                      | Costa do Marfim                 | | 04°21'N                 |
| 67                      | Libéria                         | Cabo Palmas | 04°21'N                 |
| 68                      | Filipinas                       | Província de Tawi-Tawi | 04°25'N                 |
| 69                      | Ilhas Marshall                  | Ebon | 04°34'N                 |
| 70                      | Gana                            | Cabo Three Points | 04°44'N                 |
| 71                      | Tailândia                       | Yala | 05°37'N                 |
| 72                      | Sri Lanka                       | Dondra Head | 05°55'N                 |
| 73                      | Togo                            | Lomé | 06°07'N                 |
| 74                      | Benim                           | | 06°14'N                 |
| 75                      | Índia                           | Ponta Indira, Grande Nicobar, Ilhas Andamão e Nicobar                                                                                  | 06°44'N                 |
| 76                      | Serra Leoa                      | Mano-Kpende | 06°56'N                 |
| 77                      | Panamá                          | Parque Nacional Cerro Hoya, Veraguas                                                                                                   | 07°11'N                 |
| 78                      | Guiné                           | Confluência do rio Mani com a fronteira Guiné-Libéria                                                                                  | 07°12'N                 |
| 79                      | Chade                           | perto de Deng | 07°27'N                 |
| 80                      | Costa Rica                      | Puntarenas | 08°02'N                 |
| 81                      | Vietname                        | | 08°25'N                 |
| 82                      | Burquina Fasso                  | | 09°24'N                 |
| 83                      | Myanmar                         | Ilha Christie, Myeik Kyunzu | 09°36'N                 |
| 84                      | Trinidad e Tobago               | Trinidad | 10°02'N                 |
| 85                      | Mali                            | | 10°10'N                 |
| 86                      | Camboja                         | | 10°21'N                 |
|                         | Taiwan                          | Ilha Itu Aba | 10°23'N                 |
| 87                      | Nicarágua                       | Trinidad, Rio San Juan | 10°43'N                 |
| 88                      | Guiné-Bissau                    | | 10°52'N                 |
| 89                      | Djibuti                         | | 10°55'N                 |
| 90                      | Sudão                           | Darfur do Sul, fronteira Sudão-Sudão do Sul                                                                                            | 11°31'N                 |
| 91                      | Níger                           | tríplice fronteira Benim-Níger-Nigéria                                                                                                 | 11°42'N                 |
| 92                      | Antilhas Holandesas             | | 11°58'N                 |
| 93                      | Granada                         | | 11°59'N                 |
| 94                      | Iêmen                           | Darash, arquipélago de Socotorá | 12°07'N                 |
| 95                      | Senegal                         | | 12°18'N                 |
| 96                      | Eritreia                        | | 12°22'N                 |
| 97                      | São Vicente e Granadinas        | | 12°32'N                 |
| 98                      | Honduras                        | Choluteca | 12°59'N                 |
| 99                      | Barbados                        | Punta Sur | 13°02'N                 |
| 100                     | Gâmbia                          | | 13°04'N                 |
| 101                     | El Salvador                     | La Unión | 13°09'N                 |
| 102                     | Santa Lúcia                     | perto do aeroporto de Hewanorra | 13°42'N                 |
| 103                     | Guatemala                       | perto de Garita Chapina, Jutiapa | 13°44'N                 |
| 104                     | Laos                            | | 13°55'N                 |
| 105                     | México                          | perto de Las Mareas del Suchiate, Chiapas                                                                                              | 14°32'N                 |
| 106                     | Mauritânia                      | | 14°43'N                 |
| 107                     | Cabo Verde                      | Ilha Brava | 14°48'N                 |
| 108                     | Dominica                        | | 15°12'N                 |
| 109                     | Belize                          | | 15°53'N                 |
| 110                     | Arábia Saudita                  | Ilha Fasht | 16°05'N                 |
| 111                     | Omã                             | | 16°39'N                 |
| 112                     | Antígua e Barbuda               | Ilha Redonda | 16°55'N                 |
| 113                     | São Cristóvão e Neves           | Devil's Cave, Ilha Nevis | 17°06'N                 |
| 114                     | República Dominicana            | Ilha Alto Velo, Parque Nacional Jaragua                                                                                                | 17°28'N                 |
| 115                     | Jamaica                         | Cabo Portland | 17°42'N                 |
| 116                     | Haiti                           | Cabo Gravois | 18°01'N                 |
| 117                     | China                           | Perto de Yulin, Hainan | 18°10'N                 |
| 118                     | Argélia                         | | 18°58'N                 |
| 119                     | Líbia                           | Tríplice fronteira Chade-Líbia-Sudão                                                                                                   | 19°30'N                 |
| 120                     | Cuba                            | Desembarco del Granma, Granma | 19°50'N                 |
| 121                     | Japão                           | Ilha Okino Torishima | 20°25'N                 |
| 122                     | Bangladesh                      | Região de Chittagong | 20°34'N                 |
|                         | Saara Ocidental                 | Cabo Branco | 20°47'N                 |
| 123                     | Bahamas                         | Ilha Gran Inagua | 20°55'N                 |
| 124                     | Egito                           | região de Al Bahr al Ahmar | 21°44'N                 |
| 125                     | Emirados Árabes Unidos          | Emirado de Abu Dhabi | 22°38'N                 |
| Trópico de Câncer       | Trópico de Câncer               | Trópico de Câncer | 23°26'21?N              |
| 126                     | Paquistão                       | Rann of Kachchh, Sind | 23°42'N                 |
| 127                     | Catar                           | | 24°29'N                 |
| 128                     | Irão                            | Região de Sistan va Baluchestan, a sul de Pasabandar                                                                                   | 25°03'35"N              |
| 129                     | Nepal                           | Perto de Biratnagar; fronteira com a Índia                                                                                             | 26°22'N                 |
| 130                     | Butão                           | Fronteira com a Índia | 26°43'N                 |
| 131                     | Espanha                         | El Hierro, Santa Cruz de Tenerife, Ilhas Canárias                                                                                      | 27°38'N                 |
| 132                     | Marrocos*                       | fronteira com Sahara Ocidental (disputado)                                                                                             | 27°40'N                 |
| 133                     | Kuwait                          | Fronteira com a Arábia Saudita | 28°32'N                 |
| 134                     | Iraque                          | Fronteira com a Arábia Saudita | 29°04'N                 |
| 135                     | Jordânia                        | intersecção da ferrovia Amman-Tabuk com a fronteira Arábia Saudita-Jordânia                                                            | 29°11'N                 |
| 136                     | Afeganistão                     | Fronteira com o Paquistão | 29°23'N                 |
| 137                     | Israel                          | Perto de Elat, Hadarom, Mar Vermelho                                                                                                   | 29°30'N                 |
| 138                     | Tunísia                         | tríplice fronteira Argélia/Líbia/Tunísia                                                                                               | 30°15'N                 |
| 139                     | Síria                           | Fronteira com a Jordânia | 32°19'N                 |
| 140                     | Portugal                        | Ilha Selvagem Pequena, Madeira | 32°24'N                 |
| 141                     | Líbano                          | Fronteira com Israel | 33°03'N                 |
| 142                     | Coreia do Sul                   | Marado (pertencente a Jeju-do) | 33°06'N                 |
| 143                     | Chipre                          | Cabo Gata | 34°34'N                 |
| 144                     | Grécia                          | Gavdos, Creta | 34°49'N                 |
|                         | Chipre do Norte                 | (disputado) | 35°00'N                 |
| 145                     | Turquemenistão                  | Fronteira com Afeganistão | 35°09'N                 |
| 146                     | Itália                          | Ilha Lampedusa, a sul da Sicília | 35°30'N                 |
| 147                     | Malta                           | Ponta Delimara, Marsaxlokk | 35°47'N                 |
| 148                     | Turquia                         | Região de Hatay, fronteira com a Síria                                                                                                 | 35°49'N                 |
| 149                     | Tajiquistão                     | Fronteira com Afeganistão | 36°40'N                 |
| 150                     | Uzbequistão                     | Tríplice fronteira Afeganistão/Tajiquistão/Uzbequistão                                                                                 | 37°11'N                 |
| 151                     | Coreia do Norte                 | Região de Kaesong; Fronteira com Coreia do Sul (Zona desmilitarizada da Coreia)                                                        | 37°46'N                 |
| 152                     | Azerbaijão                      | Fronteira com Irão | 38°24'N                 |
| 153                     | Armênia                         | Fronteira com Irão | 38°50'N                 |
| 154                     | Quirguistão                     | Fronteira com Tajiquistão | 39°10'N                 |
| 155                     | Albânia                         | Região de Sarandë; Fronteira com Grécia                                                                                                | 39°39'N                 |
| 156                     | Cazaquistão                     | Fronteira com o Uzbequistão | 40°34'N                 |
| 157                     | Macedônia do Norte              | Fronteira com a Grécia | 40°52'N                 |
| 158                     | Geórgia                         | Fronteira com o Azerbaijão | 41°03'N                 |
| 159                     | Rússia                          | Daguestão; Fronteira com o Azerbaijão                                                                                                  | 41°11'N                 |
| 160                     | Bulgária                        | Fronteira com a Grécia | 41°15'N                 |
| 161                     | Mongólia                        | Fronteira com a República Popular da China                                                                                             | 41°34'N                 |
| 162                     | Canadá                          | Ilha Middle, Ontário (Lago Erie) | 41°41'N                 |
| 163                     | Montenegro                      | Fronteira com Albânia | 41°51'N                 |
| 164                     | Vaticano                        | Fronteira com a Itália | 41°54'N                 |
| 165                     | Kosovo                          | Fronteira com Macedónia | 41°85'N                 |
| 166                     | Sérvia                          | Perto de Kosovo/tríplice fronteira Macedónia/Sérvia                                                                                    | 42°15'N                 |
| 167                     | Croácia                         | Ilhéu Galijula | 42°23'N                 |
| 168                     | Andorra                         | Fronteira com Espanha | 42°26'N                 |
| 169                     | Bósnia e Herzegovina            | Trebinje; Perto da fronteira com Montenegro                                                                                            | 42°34'N                 |
| 170                     | Roménia                         | Teleorman; Fronteira com Bulgária | 43°38'N                 |
| 171                     | Mónaco                          | Fontvieille; Fronteira com França / costa                                                                                              | 43°44'N                 |
| 172                     | San Marino                      | Fronteira com Itália | 43°54'N                 |
| 173                     | Ucrânia                         | Cabo Sarych; Crimeia | 44°23'N                 |
| 174                     | Eslovênia                       | Fronteira com Croácia | 45°25'N                 |
| 175                     | Moldávia                        | Giurgiulesti: tríplice fronteira Moldávia/Roménia/Ucrânia                                                                              | 45°28'N                 |
| 176                     | Hungria                         | Beremend; fronteira com a Croácia | 45°45'N                 |
| 177                     | Suíça                           | Pedrinate, Ticino; fronteira com a Itália                                                                                              | 45°50'N                 |
| 178                     | Áustria                         | Caríntia; fronteira com a Eslovénia | 46°23'N                 |
| 179                     | Liechtenstein                   | Fronteira com Suíça | 47°03'N                 |
| 180                     | Alemanha                        | Baviera; fronteira com a Áustria | 47°17'N                 |
| 181                     | Eslováquia                      | Patince; fronteira com a Hungria | 47°44'N                 |
| 182                     | Chéquia                         | Perto de Vyšší Brod; fronteira com a Áustria                                                                                           | 48°33'N                 |
| 183                     | Polónia                         | Pico Opolonek; Fronteira com Ucrânia                                                                                                   | 49°00'N                 |
| 184                     | Luxemburgo                      | fronteira com a França | 49°27'N                 |
| 185                     | Bélgica                         | Luxemburgo, Valónia; Fronteira com França                                                                                              | 49°30'N                 |
| 186                     | Bielorrússia                    | Homiel Voblast ; fronteira com a Ucrânia                                                                                               | 51°15'N                 |
| 187                     | Irlanda                         | Fastnet Rock, no Condado de Cork | 51°23'N                 |
| 188                     | Lituânia                        | Lazdijai; fronteira com a Bielorrússia                                                                                                 | 53°54'N                 |
| 189                     | Dinamarca                       | Falster, região de Storstrom | 54°34'N                 |
| 190                     | Suécia                          | Smygehuk, Skåne, a leste de Trelleborg                                                                                                 | 55°20'N                 |
| 191                     | Letônia                         | Murani, região de Daugavpils; tríplice fronteira Bielorrússia-Letónia-Lituânia                                                         | 55°40'N                 |
| 192                     | Estónia                         | Região de Võrumaa; Fronteira com Letónia                                                                                               | 57°31'N                 |
| 193                     | Noruega                         | Pysen, Mandal | 57°57'N                 |
| 194                     | Finlândia                       | Bogskär, município de Föglö, Åland | 59°30'N                 |
| 195                     | Islândia                        | Ilha Surtsey | 63°17'N                 |
| Círculo Polar Ártico    | Círculo Polar Ártico            | Círculo Polar Ártico | 66°33'39?N              |